# Escuelas de la Ciudad de Birmingham
Las Escuelas de la Ciudad de Birmingham (Birmingham City Schools, BCS) es un distrito escolar de Alabama. Tiene su sede en Birmingham. El consejo escolar del distrito tiene nueve miembros. BCS, el distrito escolar cuarto más grande del estado, gestiona 57 escuelas, incluyendo 30 escuelas primarias, 12 escuelas medias, 7 escuelas K-8, 7 escuelas secundarias, y una escuela alternativa. Tiene 27.525 estudiantes y más de 3.300 empleados.